# Мальнинська
Мальнинська (рос. Мальнинская) — присілок в Верхнєландеховському районі Івановської області Російської Федерації.
Населення становить 26 осіб. Входить до складу муніципального утворення Кромське сільське поселення.

## Історія
Від 2005 року входить до складу муніципального утворення Кромське сільське поселення.

## Населення
| 1859 | 1905 | 2010 |
| ---- | ---- | ---- |
| 47   | ↗64  | ↘26  |